# درگیری ۲۰۱۶ قره‌باغ کوهستانی
درگیری ۲۰۱۶ قره‌باغ کوهستانی اشاره به ادامه درگیری میان نیروهای مسلح ارمنستان و نیروهای مسلح آذربایجان در قره باغ است. گزارش شده که این درگیری‌ها بین نیروهای دو کشور در ۱ آوریل ۲۰۱۶ آغاز شده‌است. آذربایجان مدعی بازپس‌گیری برخی از نواحی و ارتفاعات در نزدیکی روستای تالش شده‌است. ناگورنو قره‌باغ از طرف جامعه جهانی بخشی از خاک جمهوری آذربایجان شناخته می‌شود اما تحت تسلط ارامنه ساکن این منطقه است. بر پایه سخن جمهوری آذربایجان ۲ هزار و بر پایه سخن ارمنستان ۸۰۰ هکتار از زمین‌های مورد مناقشه به تصرف جمهوری آذربایجان درآمد.
گلوله توپ شلیک شده از سوی ارمنستان موجب آسیب دیدن خانه‌ای در روستایی از اطراف خداآفرین آذربایجان شرقی شد که با واکنش مسئولین ایرانی مواجه شد.

## واکنش‌های بین‌المللی
حسین جابری‌انصاری سخنگوی وزارت خارجه جمهوری اسلامی ایران در ارتباط با این درگیری‌ها گفت: در حالی که منطقه شاهد اقدامات ویرانگر گروه‌های افراطی بوده و نیازمند آرامش و استقرار است، دریافت اخبار نگران‌کننده از تشدید درگیری‌ها در منطقه قره‌باغ بین جمهوری آذربایجان و ارمنستان موجب نگرانی شدید جمهوری اسلامی ایران است.
سرویس خبری وزارت دفاع آذربایجان در مورد نظر ایران گزارش داد که ایران از تمامیت ارضی جمهوری آذربایجان حمایت می‌نماید و امیدوار است که مناقشه قره‌باغ بزودی براساس حقوق بین‌المللی حل و فصل شود.